# Graphomya minuta
Graphomya minuta är en tvåvingeart som beskrevs av Arntfield 1975. Graphomya minuta ingår i släktet Graphomya och familjen husflugor. Inga underarter finns listade i Catalogue of Life.